# Gonapodya polymorpha
Gonapodya polymorpha är en svampart som beskrevs av Thaxt. 1895. Gonapodya polymorpha ingår i släktet Gonapodya och familjen Gonapodyaceae.   Inga underarter finns listade i Catalogue of Life.